# إيري
إيري (بالدانماركيّة:øre) وهو جزء من الكرونة الدنماركية ، والكرونة الدانماركية الواحدة مقسمّة إلى مئة إيري؛ ويصدرها المصرف الوطني الدانماركي وسعر صرفها كل دولار أمريكي = 6,0167 كرونة دانماركية، أصدرت هذه العملة أول مرّة في 13 آذار عام 1979 .